# Issa Lish
Issa Lish (3 de mayo de 1995) es una modelo mexicana. Lish es conocida por su distintivo aspecto y ha sido descrita como una jolie laide.

## Vida y carrera
Su padre es de ascendencia japonesa.
Lish fue descubierta a la edad de 14 años cuando trabajaba en el restaurante de sushi de su padre.
Lish ha aparecido en la portada de Vogue México, Vogue Italia y Vogue Japón. Es la tercera modelo mexicana en hacer una portada de Vogue Italia - después de Elsa Benítez y Liliana Domínguez.
Lish ha desfilado para Prabal Gurung, Céline, Anna Sui y Prada. fue parte de la campaña otoño/invierno 2014 de Balmain. Fue parte de la campaña primavera 2015 de Marc Jacobs. Lish y de la campaña primavera/verano 2016 de Givenchy. Como también de otoño/invierno 2016 de Alexander Wang.